# シュルツェ・ゼルデ (画家)
マックス・シュルツェ・ゼルデ (ドイツ語: Max Schulze-Sölde、1887年1月25日 - 1967年7月1日) はドイツの画家で「インチキ預言者(Inflationsheiliger)」。

## 絵画
社会批判的なモチーフを創作し、産業と都市化によってますます抑圧され構築されていく空間を描き、当時の脅威と不条理を不調和で尖った形で表現した。しかし当時、周りからは、退廃的と批判され、職を追放されてしまう。そのため作品は少ないが、現在ではこの風刺が高く評価されている。

## 生涯

### 若い時
ドルトムントの検察官の家に生まれ、初めは法律を学んだが、美術に興味を持ち、司法修習生としての職を打ち切り、デュッセルドルフ美術アカデミーに学んだ。

### 死
1967年ゾーストで亡くなる。満80歳没。

## 余談

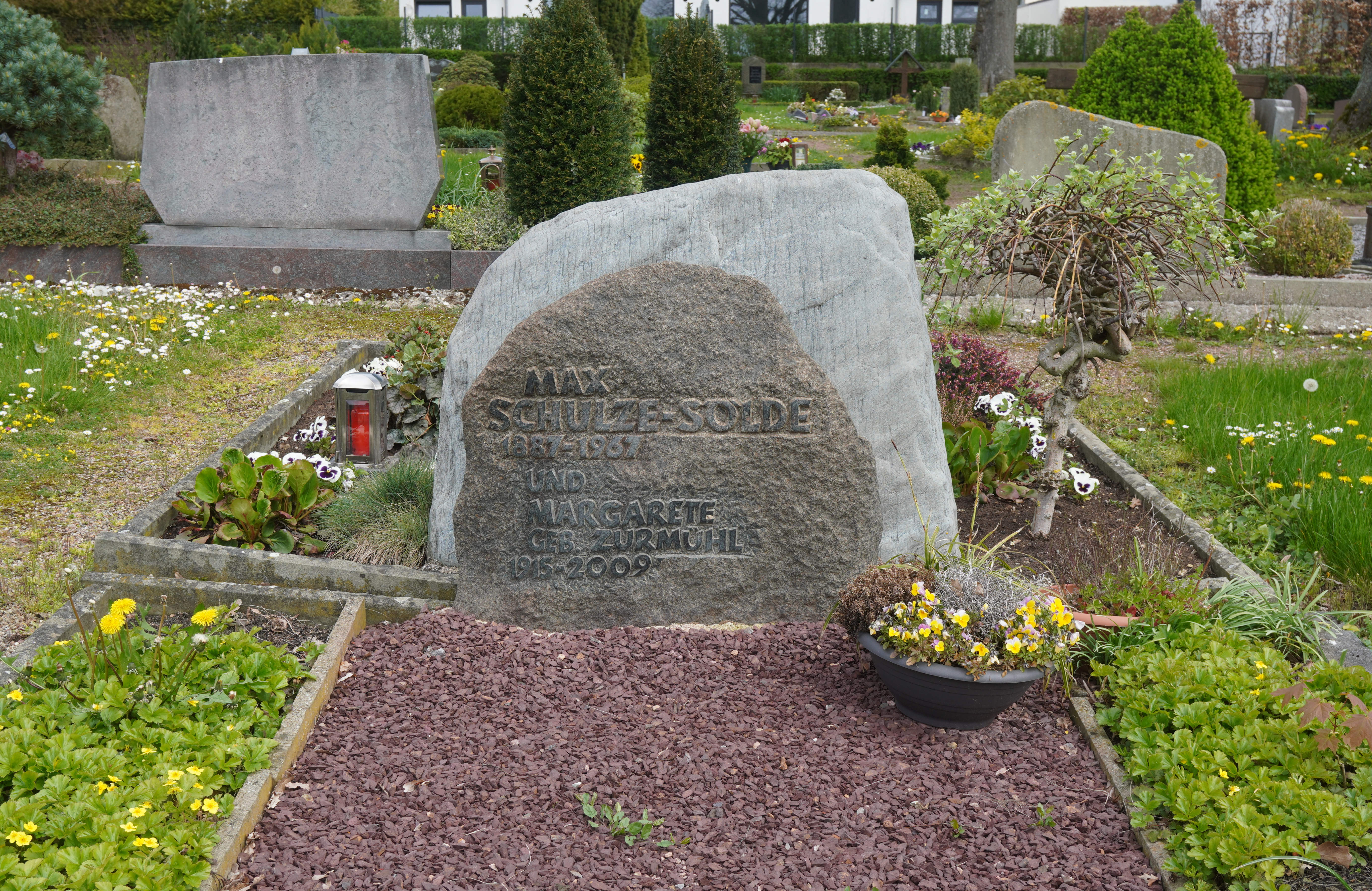
シュルツェ・ゼルデと子の墓

同名の人物に、哲学者のシュルツェ・ゼルデがいるが、この人物もドルトムント出身である。